# Rezerwat przyrody „Bolszaja Kokszaga”
Rezerwat przyrody „Bolszaja Kokszaga” (ros. Государственный природный заповедник «Большая Кокшага») – ścisły rezerwat przyrody (zapowiednik) w Republice Mari El w Rosji. Znajduje się w rejonach kilemarskim i miedwiediewskim. Jego obszar wynosi 214,05 km², a strefa ochronna wokół rezerwatu 130 km². Rezerwat został utworzony dekretem rządu Federacji Rosyjskiej z dnia 14 marca 1993 roku. W 2001 roku został wpisany na listę konwencji ramsarskiej. Dyrekcja rezerwatu znajduje się w miejscowości Joszkar-Oła.

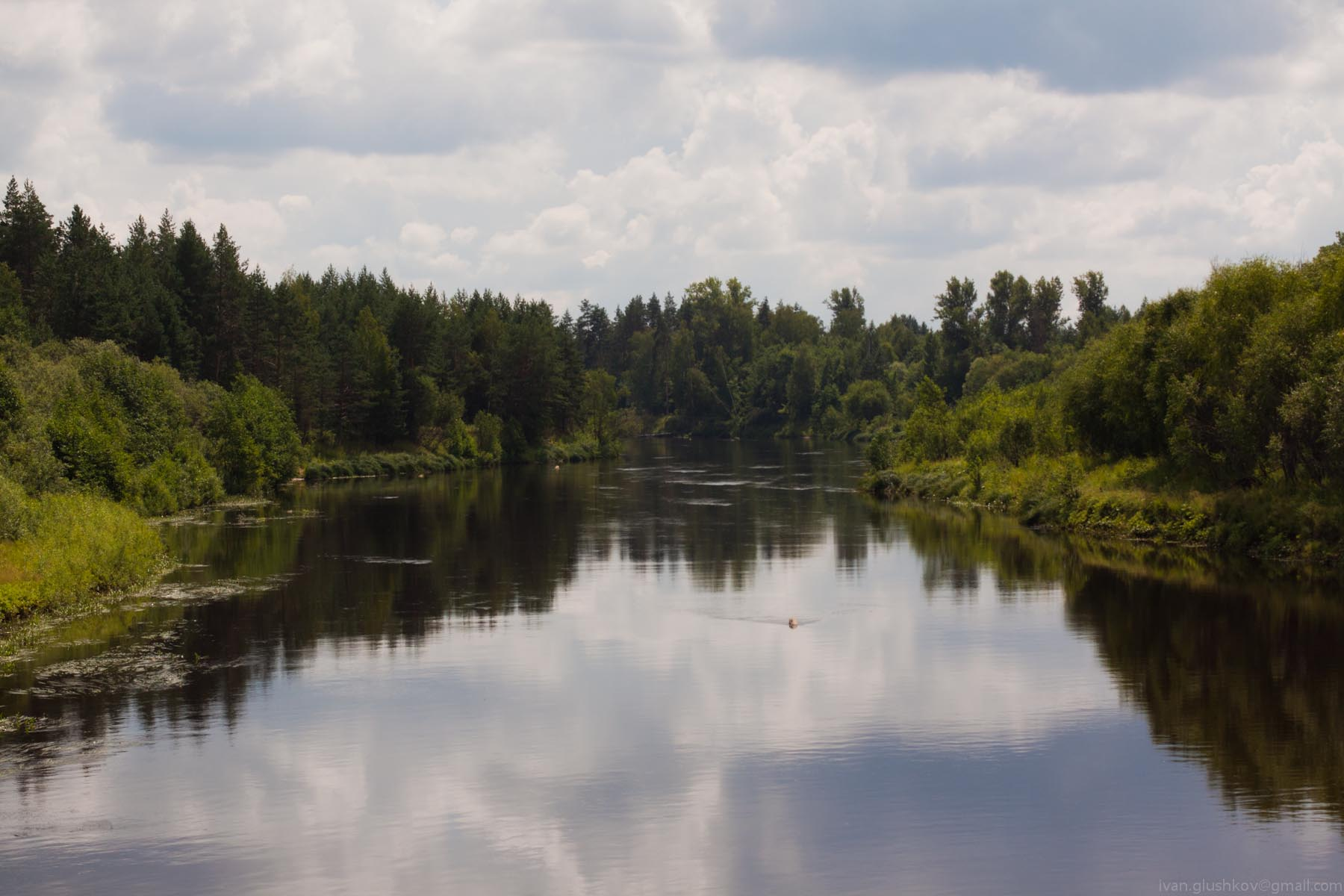
Rzeka Bolszaja Kokszaga

## Opis
Rezerwat znajduje się w dorzeczu rzeki Bolszaja Kokszaga, na pagórkowatej równinie z trzema jeziorami: Szuszer, Koszejer i Kapsino. Bolszaja Kokszaga płynie przez środek rezerwatu. Oprócz niej znajduje się tu również  20 innych niewielkich rzek i strumieni.
Klimat  jest kontynentalny. Średnia roczna temperatura powietrza wynosi +2,6 °C. Najcieplejszym miesiącem w roku jest lipiec, a najzimniejszym styczeń. Minimalna odnotowana temperatura to -48 °C, a maksymalna +39 °C.

## Flora
Lasy pokrywają 95% terytorium rezerwatu. Dominujące miejsce zajmują bory sosnowe. Oprócz nich najwięcej jest lasów brzozowych. 7,5% terytorium zajmują lasy świerkowe wśród których rosną również gatunki liściaste (osika, lipa, brzoza).
Flora rezerwatu obejmuje 806 gatunków roślin naczyniowych, 225 gatunków mchów, 335 gatunków porostów i 410 gatunków grzybów.
Rzadkie rośliny tu występujące to m.in.: kukułka bałtycka, storczyca kulista, storzan bezlistny, kukułka plamista, obuwik pospolity, malina moroszka, kotewka orzech wodny, podejźrzon rutolistny, rosiczka długolistna, goździk pyszny.

## Fauna
Faunę rezerwatu reprezentuje 51 gatunków ssaków, 186 gatunków ptaków, 6 gatunków gadów, 12 gatunków płazów i 31 gatunków ryb.
Z ssaków żyją tu m.in.: niedźwiedź brunatny, łoś euroazjatycki, dzik euroazjatycki, ryś euroazjatycki, wilk szary, bóbr europejski, wydra europejska, burunduk syberyjski, borowiec olbrzymi.
Ptaki to m.in.: bocian czarny, nur czarnoszyi, kulik wielki, kukułka syberyjska, jastrząb zwyczajny, bielik, puchacz śnieżny, głuszec zwyczajny, jarząbek zwyczajny, cietrzew zwyczajny, żuraw zwyczajny, rybołów, sokół wędrowny, puchacz zwyczajny.